# Ли Гуангјао
Ли Гуангјао (енгл. Lee Kuan Yew; Сингапур, 16. септембар 1923 — Сингапур, 23. март 2015) био је сингапурски политичар и државник, познат као први премијер Сингапура. Уживао је репутацију једног од најутицајнијих личности у Југоисточној Азији. Као један од оснивача Странке Народне акције, Ли је препознат као отац оснивач нације, заслужан за брзи прелазак земље из „земље трећег света у развоју у развијену земљу првог света у оквиру једне генерације” под његовим вођством.

## Биографија
Рођен је 1923. године у породици сингапурских Кинеза. Његово студирање прекинуо је почетак Другог светског рата у Сингапуру 1942. године. Током јапанске окупације био је чиновник у једној текстилној фирми.
Након рата отишао је да студира у Енглеску. Тамо је напослетку дипломирао право на Универзитету Кембриџ. Током боравка у Енглеској, схватио је да Енглези током рата нису били способни да одбране Сингапур од јапанске окупације, па је закључио да Сингапур мора бити независан. Кући се вратио 1949. године.
Почео је да се бави политиком 1950-их година, захтевајући самоуправу и независност Сингапура од британске власти. Године 1954. основао је номинално социјалистичку Странку народне акције, како би на своју страну придобио имућне прокомунистичке Кинезе. Када је Сингапур добио самоуправу године 1959. његова странка је добила изборе и Ли Гуангјао је постао премијер.
Године 1963, Сингапур је постао делом Малезијске Федерације. Две године касније, након етничких сукоба између Малајаца и Кинеза, Сингапур и Малезија су се мирно растали 9. августа. Истог дана је проглашена Република Сингапур.
У следећих 25 година, Сингапур је под Лијевим вођством постао индустријски див Азије и једна од најпросперитетнијих држава у свету. Три стуба његове политике чинили су национална безбедност, економија и социјална стабилност. Како би ојачао сувереност и углед Сингапура у свету, Ли је промовисао политику неутралности и несврстаности. С друге стране, многи су му замерали ауторитарну унутрашњу политику, што је Сингапуру донело надимак "Дизниленд диктатура", а Гуангјаоу титулу "доброћудног диктатора".
Године 1990. пажљиво је припремио силазак с власти, али је у будућим сингапурским владама задржао саветодавну функцију у кабинетима Вишег или Министра ментора Сингапура. Ову последњу функцију напустио је 2011, и тиме се повукао из политичког живота Сингапура.
Написао је мемоаре у два тома: „Прича о Сингапуру“, која обухвата историју државе до разлаза с Малезијом 1965. и „Од Трећег света до Првог: прича о Сингапуру“, која описује његов допринос преображају Сингапура у модерну нацију.
- 23. март 2015 је преминуо у болници у Сингапуру од упале плућа.